# كارلوس ايالا
كارلوس ايالا (بالإسبانية: Carlos Ayala) (23 ديسمبر 1982 في السلفادور - ) هو لاعب كرة قدم سلفادوري في مركز الهجوم. شارك مع منتخب السلفادور لكرة القدم. أما مع النوادي، فقد لعب مع نادي أليانزا ‏ وأتلتيكو مارته ‏ وA.D. Chalatenango ‏ وC.D. Platense Municipal Zacatecoluca ‏ ونادي جامعة السلفادور ‏ ونادي لويس أنخيل فيربو وIndependiente F.C. (El Salvador) ‏.

## وصلات خارجية
- كارلوس ايالا على موقع الاتحاد الدولي (مؤرشف)  (الإنجليزية)
- كارلوس ايالا على موقع قاعدة بيانات كرة القدم.إي يو (الإنجليزية)
- كارلوس ايالا على موقع ناشيونال فوتبول تيمز (الإنجليزية)